# مارا خاتون
مارا برانكوڤيتش (بالسيريلية الصربية: Мара Бранковић) (1416م في فوتشيتم – 14 سبتمبر 1487م)، المعروفة أيضًا باسم السلطانة ماريا أو مارا خاتون أو ديسپينا خاتون، هي أميرة صربية وابنة الحاكم الصربي «جُريج برانكوڤيتش» (Đurađ Branković) ديسبوت الصرب (حاكم صربيا)، وإحدى زوجات السلطان العثماني مراد الثاني.

## زواجها
رأى ديسپوت الصرب «جُريج برانكوڤيتش» أنه لا يقوى على مقاومة الدولة العثمانية قبل أن يدفع جزية سنوية قدرها خمسون ألف دوكا ذهبًا (دينار أفرنتي) ويقدم للسلطان فرقة من جنوده للمساعدة وقت الحرب، وأن يزوجه ابنته مارا، فخُطبت مارا للسلطان مراد الثاني عام 1431م لتحسين العلاقات بين صربيا والعثمانيين ولمنع فتح صربيا من قِبَل الدولة العثمانية، وتم الزواج في 4 سبتمبر 1435م في أدرنة عاصمة العثمانيين. جعل ذلك الزواج الأمور تتوتر بين السلطان مراد الثاني وخديجة حليمة خاتون زوجته المُفضلة، فخرجت خديجة من القصر وذهبت إلى بورصة، ولكن يبدو أنه حدث خلاف بين السلطان مراد الثاني ومارا بين خريف عام 1435م وربيع 1436م، وعادت خديجة مرة أخرى.
بعد وفاة السلطان مراد الثاني في 1451م أمر السلطان محمد الفاتح بإرجاع الأميرة مارا إلى والدها، وبعدما رجعت عُرض عليها الزواج من قسطنطين الحادي عشر الإمبراطور البيزنطي ولكنها رفضت، وعندما توفي والداها في 1456م-1457م حَكَمَت مقاطعة والدها غيزفو (Ježevo)، وانضمت إلى حلف السلطان محمد الفاتح، وذُكر في بعض المصادر أنها كانت تُشير على السلطان محمد الفاتح وتُقدم له النصائح.
وفي 1469م انضمت مارا مع مقاطعة أختها، وعملا كوسيط بين السلطان محمد الفاتح وجمهورية البندقية خلال الحرب العثمانية–البندقية (1463-1479م). وفي عام 1471م رافقت مارا برنكوڤيتش الرسول البندقي إلى الباب العالي وحضرت المفاوضات مع السلطان محمد الفاتح.
كانت مارا ذات تأثير في تعيين قادة الكنيسة الأرثوذكسية الشرقية، وظل نفوذها وتأثيرها حتى عهد السلطان بايزيد الثاني، وكانت كثيرا ما يطلب منها الرهبان والقساوسة أن تتوسل عند السلطان العثماني لتحقيق بعض الامتيازات، ومنها الامتيازات الخاصة التي أُعطيت إلى المسيحيين الأرثوذكس في القدس.

## مزيد من القراءة
- Мара Бранковић: жена између хришћанског и исламског културног круга у 15. веку. Академска књига. 2014. ISBN:978-86-6263-059-9. مؤرشف من الأصل في 2020-01-25.